# Cal Totosaus
Cal Totosaus és una masia abandonada i molt malmesa de l'Arboç (Baix Penedès) inclosa a l'Inventari del Patrimoni Arquitectònic de Catalunya.
És un edifici de dues plantes. Els baixos tenen una gran portalada d'arc de mig punt amb dovelles de pedra, on podem veure la data 1701, i a la banda dreta una finestra quadrangular. El pis principal presenta dues finestres quadrades. L'edifici fou allargat cap a la banda esquerra mitjançant una galeria i una escala que mena a la planta principal.